# 中国水利体育协会
中国水利体育协会又称水利体协是中国水利系统的体育协会。协会办公地址即中国水利部办公地址——北京市西城区白广路二条二号。
前身是中国水利江河体育协会，2009年10月，民政部发文批准更为现名。2011年，选举第八届理事会领导成员。张印忠连任理事长，袁存礼、袁建军、成京生、郭国顺、陈功奎、韩建国、张晓辉、卢良梅为副理事长。蔡志强为副秘书长（代理秘书长）。2018年时，为中国企业体育协会的理事单位。